# El hombre herido (Courbet)
El hombre herido es un cuadro pintado entre 1844 y 1854 por Gustave Courbet. Mide 81,5 cm × 97,5 cm  y se conserva en el museo de Orsay de París.

## Historia
Esta pintura forma parte de los numerosos autorretratos de Courbet. Fue pintada originalmente en 1844 y representaba al artista dormido, más joven, con una mujer inclinada sobre su hombro. En 1854, después de una ruptura sentimental, Courbet retoca su obra, reemplazando simbólicamente a la joven por una espada y añadiendo una mancha de sangre a la altura del corazón. 
Courbet conservará este óleo consigo hasta su muerte en 1877. Después de haber formado parte de la colección de Juliette Courbet, la hermana de Gustave, El hombre herido fue adquirido por el Estado durante una subasta en el Hotel Drouot, en París. Primero estuvo expuesto en el Museo del Louvre, después, en 1986, fue reasignado al museo de Orsay.
Courbet realizó una copia (81,5 cm x 97,5 cm) de este cuadro en 1866, actualmente expuesta en el Kunsthistorisches Museum de Viena.

## Descripción
En un plano cercano, recostado contra un árbol, un hombre con los ojos cerrados parece dormido. Sostiene con su mano parte de la amplia capa que lo cubre. La mancha de sangre sobre su camisa, al nivel del corazón y la espada a su lado, hace pensar en un duelo que ha terminado mal. 
En una carta a su amigo Proudhon, explica: «La verdadera belleza solo se encuentra en el sufrimiento (…). Es por eso que mi duelista moribundo es hermoso».

## Análisis
Escaneando la tela, se descubrió que tres cuadros se habían sucedido, de hecho. Una primera escena mostraba una cabeza de mujer. La segunda representaba 
a dos amantes, descansando tomados de la mano, uno es Gustave Courbet más joven, en 1844. La tercera modificación es la que permanecerá: Courbet, herido, recostado contra el pie del árbol. Varias hipótesis explican la yuxtaposición:
- En esa época, el lienzo era caro y, para ahorrar dinero, Courbet habría vuelto a pintar sobre el propio lienzo.
- Después de que su pareja, Virginie Binet, le abandonara en 1851, llevándose a su hijo, Courbet la suprimió del cuadro, sustituyéndola por una espada y la herida en el corazón. Ahora se representa como lo que era, un hombre herido por el abandono de la amada.